# قائمة جسور أرمينيا

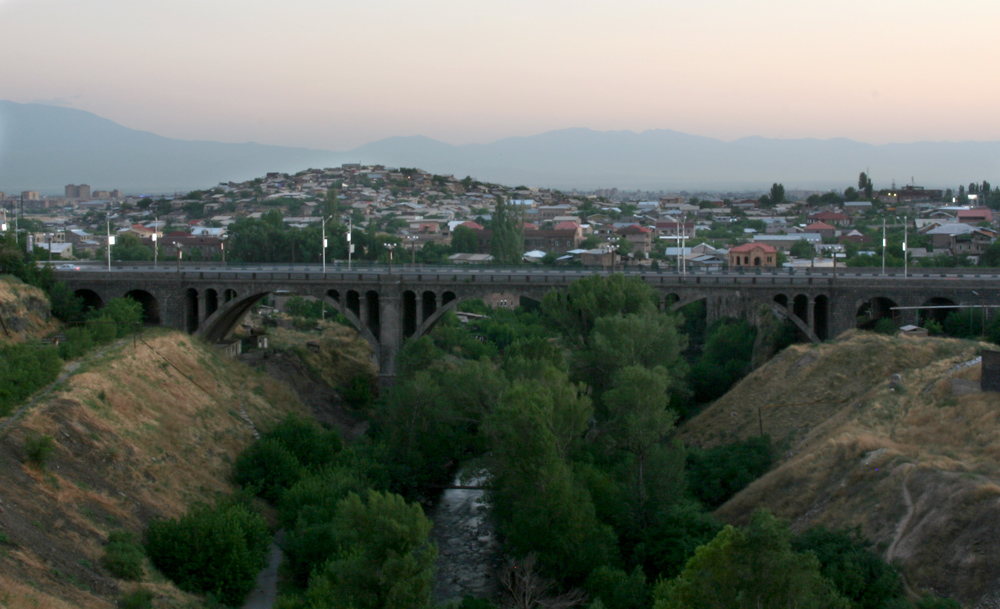
جسر النصر (يريفان)

الجسر أو القنطرة (ج القناطر) هو مُنشأ يُستخدم للعبور من مكان إلى آخر بينهما عائق.

## قائمة الجسور أرمينيا
تحتوي هذه القائمة على أسماء الجسور في أرمينيا.
- الجسر الأحمر (يريفان)

- جسر النصر (يريفان)
- جسر دافتاشن

- قناة هرازدان غورج